# Margareth Madè
Margareth Madè, (Paternò, 22 de junho de 1982) é uma atriz e modelo italiana.

## Biografia
Nascida em Paternò em 22 de junho de 1982, mudou-se quando era criança para Adrano e Pachino com a família. Ela decidiu trocar o sobrenome por um artístico, pois podia ser confundida com uma famosa massa italiana.. 
Com quinze anos de idade, ela começa a carreira como modelo e, em 2000, ganha o Concurso New Model Today da Agência WhyNot de Milão. Ela participa também em vários desfiles e em algumas transmissões da TV: Donna sotto le stelle (2000-2002) e La Kore (2002), na Rai Uno. Ela faz também anúncios.

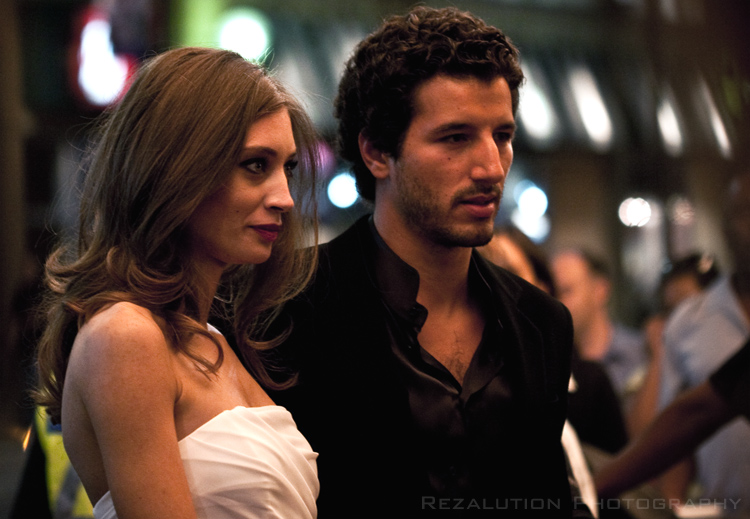
Margareth Madè e Francesco Scianna no Toronto International Film Festival de 2009.

Na mesma época, ela começa a destacar-se nas primeiras páginas de revistas italianas, como a Corriere Magazine (revista do Corriere della Sera), io Donna, Grazia, Gioia, Ladies, Cosmopolitan e Max.
Em 2008, foi escolhida por Giuseppe Tornatore para o filme Baarìa, para interpretar Mannina. Esse filme seria a abertura do Festival de Veneza de 2009, e foi candidato ao Óscar de 2010. Em 2010, interpretou uma jovem Sofia Loren na minissérie La mia casa è piena di specchi, da Rai Uno.

### Televisão
- La mia casa è piena di specchi, direção de Vittorio Sindoni - Minissérie TV - Rai Uno (2010)

- Buio, direção de Nicolaj Pennestri - Minissérie TV - Canale 5 (2011)

### Cinema
- Baarìa, direção de Giuseppe Tornatore (2009)

- Una donna per la vita, direção de Maurizio Casagrande(2011)

## Prêmios
- 2000: New Model Today

- 2009: Menção Especial Promessa dell'anno 2009 do Sindicato Nacional dos Jornalistas Cinematográficos Italianos (Sngci), com Francesco Scianna, para o filme Baarìa[6]